# Время в Испании
| светло-синий   | западноевропейское время / среднее время по Гринвичу (UTC+0)                                                                        |
| синий          | западноевропейское время / среднее время по Гринвичу (UTC+0) западноевропейское летнее время / ирландское стандартное время (UTC+1) |
| красный        | центральноевропейское время (UTC+1) центральноевропейское летнее время (UTC+2)                                                      |
| жёлтый         | восточноевропейское время / калининградское время (UTC+2)                                                                           |
| хаки           | восточноевропейское время (UTC+2) восточноевропейское летнее время (UTC+3)                                                          |
| светло-зелёный | московское время / турецкое время (UTC+3)                                                                                           |
| светло-голубой | азербайджанское время / армянское время / грузинское время / самарское время (UTC+4)                                                |

Территория Испании располагается в двух часовых поясах: UTC+1 и UTC. Бо́льшая часть территории страны (континентальная европейская часть, а также Балеарские острова, Сеута, Мелилья и суверенные территории в Северной Африке) использует центральноевропейское время UTC+1 и центральноевропейское летнее время UTC+2 в летний период. Канарские острова используют западноевропейское время UTC+0 и западноевропейское летнее время UTC+1 в летний период.
Как и во многих европейских странах, Испания использует летнее время в период между 1:00 UTC последнего воскресенья марта и 1:00 UTC последнего воскресенья октября.

## История

### Стандартизация времени
До 31 декабря 1900 года в Испании использовалось местное солнечное время. 22 июля 1900 года в Сан-Себастьяне Председатель Совета Министров Испании, Франсиско Сильвела (исп. Francisco Silvela), предложил регенту Испании Марии Кристине принять указ о стандартизации времени в стране, устанавливающий среднее время по Гринвичу (UTC±00:00) как стандартное время на Пиренейском полуострове и Балеарских островах с 1 января 1901 года. Указ был принят Марией Кристиной Австрийской 26 июля 1900 года.

### Летнее время
Переход на летнее время в Испании был впервые введён в 1918 году — в год, когда закончилась Первая мировая война. Затем он продолжался и несколько раз отменялся. Летнее время не применялось в 1920—1923 годах, в 1930 году и в период Второй Испанской Республики в 1931—1936 годах. Во время Гражданской войны в Испании летнее время было восстановлено, но были разные даты его применения в зависимости от нахождения той или иной территории под контролем Республиканской фракции или Националистической фракции. Именно Республиканская фракция впервые попыталась перейти от среднего времени по Гринвичу к центральноевропейскому времени — тогда часы в ряде мест были переведены вперёд на 1 час 2 апреля и ещё на 1 час 30 апреля 1938 года, а переведены назад только на 1 час 2 октября 1938 года. После окончания гражданской войны 1 апреля 1939 года гринвичское время было восстановлено на всей территории страны, и с 15 апреля 1939 года был продолжен переход на летнее время.
После очередного перевода часов на 1 час вперёд весной 1940 года, осенью и в следующем, 1941 году, часы не переводились. Переход на летнее время, но уже относительно центральноевропейского времени, был продолжен с 1942 года.
С 1974 года, после нефтяного кризиса 1973 года, летнее время применялось каждый год. В 1981 году эта практика стала директивной, что означало пересмотр каждые четыре года, а летнее время действовало с последнего воскресенья марта (01:00 по UTC) до последнего воскресенья сентября (01:00 по UTC). В 1996 году летнее время было согласовано на всей территории Европейского Союза в соответствии с директивой 2000/84/EC, которая установила окончание действия летнего времени в последнее воскресенье октября.

### Переход на центральноевропейское время
В 1940 году, в период Второй мировой войны, Испания изменила часовой пояс переводом часов 16 марта в 23:00 по гринвичскому времени на 17 марта 00:00 по центральноевропейскому времени. На постоянной основе это было сделано в 1942 году для соответствия порядку, установленному Германией в оккупированной Европе. Несколько западноевропейских стран, включая Францию, Бельгию и Нидерланды, остались на времени Германии и после войны, в том числе Испания.

## Критика центральноевропейского времени
0 часов ± 30 минут
 1 час ± 30 минут
 2 часа ± 30 минут
Согласно исходному разделению мира на 24 часовых пояса, ближайшее к среднему солнечному времени для всей материковой Испании — это среднее время по Гринвичу, исключая самую западную часть (около трех четвертей Галисии), которая соответствует часовому поясу UTC−01:00. Однако вся материковая Испания использовала с 1940 года центральноевропейское время (UTC+01:00). Тогда это рассматривалось как решение только на период войны, которое будет отменено спустя несколько лет, но этого в итоге не произошло.
Некоторые активисты полагают, что несоответствие между временем по часам и солнечным временем в Испании способствует необычному дневному распорядку. Они считают, что сравнительно поздний восход и заход солнца сдвигает день среднего испанца на более поздние часы, чем это могло бы быть, и что возвращение к своему изначальному часовому поясу поможет росту производительности труда и приведёт семейные и рабочие ритмы в лучшее равновесие.
В сентябре 2013 года подкомитет по изучению рационального распорядка дня, приведения в соответствие личной, семейной и трудовой жизни от Конгресса депутатов представил правительству Испании доклад, предлагающий, среди прочего, возврат к гринвичскому времени. Подкомитет полагает, что такое изменение часового пояса будет иметь благоприятный эффект — предоставление большего времени для семьи, обучения, личной жизни, досуга и избавление от простоев в течение рабочего дня. Эти предложения направлены на улучшение производительности труда испанцев, а также на лучшую согласованность распорядка семейной и трудовой жизни. От правительства Испании было получено заверение, что предложение депутатов будет рассмотрено в ближайшем будущем, но отмечено, что вопрос достаточно сложный.
В декабре 2016 года от правительства Испании поступила информация, что вопрос перевода часов на 1 час назад находится в стадии обсуждения. В 2018 году в странах Евросоюза стали обсуждаться предложения об отмене сезонных переводов часов. Европейский парламент одобрил эти предложения с установлением срока отмены процедуры в 2021 году. На основании этого, в заявлении официального представителя правительства Испании в марте 2019 года отмечалось, что страна сохранит свой текущий часовой пояс и порядок перевода часов до 2021 года.

### Последствия центральноевропейского времени
Ритм жизни испанцев сдвинут на вечерние часы. Для туристов из других стран необычно, что обед в Испании, как правило, не подаётся ранее 14:30, а ужин всегда имеет место после 21:00. Однако такой распорядок дня связан не только с культурными традициями испанцев, но и с проблемой применяемого официального времени — не так испанцы отличаются от остального мира, как их собственные часы. В момент, когда солнце находится в наивысшем положении, то есть в 12 часов по местному солнечному времени, часы испанцев показывают около 13:30 (в зимний период, на западе страны). По местному солнечному времени испанцы обедают в 13—14 часов и ужинают около половины девятого вечера, и этим они почти не отличаются от иностранцев. То есть, традиции принимать пищу в определённое время суток в Испании, как и везде, регулируются солнцем, хотя официальные часы показывают, что в это время надо находиться на своём рабочем месте. Традиционный для всех испанцев послеполуденный отдых, сиеста, также оказывается сдвинутым на более поздний интервал времени по часам — с 13:30 до 16:30. Испанский вечер обычно начинается в 22:00, а ужин часто попадает на прайм-тайм телевизионных шоу. Опросы показывают, что почти четверть населения Испании смотрит телевизор в интервале 0:00—1:00.
Если перевести часы на гринвичское время, то темнеть будет раньше, и компании, скорее всего, должны будут скорректировать графики работы. Это может приблизить Испанию к рабочей традиции «с 9 до 17», более обычной для Великобритании, — отсюда стимулирование более ранней еды. А пока многие работники не освобождаются до 19:00, и магазины открыты до 22:00.

### Время в Галисии
В Галисии, в самом западном регионе материковой Испании, разница между официальным и местным солнечным временем в период действия летнего времени составляет около двух с половиной часов. Там предпринимались политические усилия, чтобы изменить официальное время на время в Португалии (UTC±00:00), с которой Галисия находится на той же долготе. Например, в Виго летом полдень наступает около 14:40, а закат — около 22:15 по местному времени, тогда как на Менорке закат около 21:20.